# John Hind Farmer
Pour les articles homonymes, voir Farmer.
John Hind Farmer (12 janvier 1917-29 octobre 2012) fut, pendant la Seconde Guerre mondiale, un agent secret britannique du Special Operations Executive, qui fut chef du réseau Freelance, actif en Auvergne de mai 1944 à la libération.

## Identités
- État civil : John Hind Farmer.
- Comme agent du SOE, section F :
  - Nom de guerre (field name) : « Hubert »
  - Nom de code opérationnel : FREELANCE (en français INDÉPENDANT)

Parcours militaire : major

## Biographie
John Hind Farmer naît le 12 janvier 1917 à Londres.
Volontaire pour des opérations clandestines en France, il est parachuté le 29 avril 1944 près de Cosne-d'Allier. Il vient former le réseau FREELANCE qui comprend aussi Nancy Wake, courrier, et Denis Rake, opérateur radio. Sa mission consiste à prendre contact, par l'intermédiaire de Maurice Southgate, chef du réseau Hector-STATIONER, avec Émile Coulaudon « Gaspard », chef des MUR (Mouvements unis de la Résistance) d'Auvergne.
Dès le 15 mai 1944, il se charge de parachutage d'armes pour le maquis du réduit de La Truyère (Cantal). Après l'attaque allemande des 21-22 juin, il s'occupe de parachutage d'armes pour des maquis de l'Allier, dans la région de la forêt de Tronçais.
Il prend part à la libération de Montluçon.
Après guerre, John Hind Farmer est membre des organisations suivantes :
- Fédération Nationale Libre Résistance ;
- Comité d'Union de la Résistance en Auvergne (CODURA) ;
- Association de la Résistance et des Maquis du Cantal ;
- Fédération des Mouvements Unis de la Résistance et des Maquis d'Auvergne ;
- Cadets de la Résistance d'Auvergne (membre d'honneur) ;
- Branche en Suisse de la Royal British Legion.

Il meurt à l'âge de 95 ans, le 29 octobre 2012 à Saint-Julien-en-Genevois.

## Décorations
- Royaume-Uni : Military Cross ; Territorial Decoration ; Victory Madal ; Defence Medal ; War Medal 1939-1945 ; Near East Medal.
- France : Croix de guerre 1939-1945 à l'ordre de l'armée, avec palme (ordre général no 12) ; Croix du combattant.